# Schwarzbach (Emscher)
Der Schwarzbach ist ein orografisch linker, 13,1 km langer Nebenfluss der Emscher in Nordrhein-Westfalen, Deutschland.
Er entspringt in Essen-Schonnebeck im Hallopark zwischen dem Sportpark Am Hallo und dem Friedhof am Hallo, alle nach der bewaldeten Anhöhe benannt, die den kleinen Quellteich speist.
Der Schwarzbach fließt zunächst kurz in südlicher Richtung am heutigen Gewerbegebiet Friedrich Ernestine entlang, um nahe der Bahnlinie Essen–Gelsenkirchen nach Osten abzudrehen. In Höhe des Bahnhofs Essen-Kray Nord biegt er in Richtung Norden ab, fließt vorbei an der ehemaligen Zeche Bonifacius und dem Mechtenberg, umrundet Gelsenkirchen-Rotthausen östlich und tangiert Gelsenkirchen-Neustadt, um dann nach Westen zu drehen. Er fließt weiter durch den Gelsenkirchener Stadtgarten und den anschließenden Revierpark Nienhausen in nordwestlicher Richtung durch die Feldmark nach Gelsenkirchen-Heßler, unterquert die A42 und mündet an der Stadtgrenze zu Essen-Karnap in die Emscher. Kurz vorher wird er mittels eines Dükers unter den Rhein-Herne-Kanal geleitet.
Im Bereich zwischen Gut Nienhausen (einem ehemaligen Oberhof des Stiftes Essen), der Halde Zollverein auf der westlichen Seite und der heutigen Justizvollzugsanstalt Gelsenkirchen auf der östlichen Seite war der Schwarzbach die historische Grenze zwischen dem Stift Essen und der Grafschaft Mark.
Von der Quelle bis zum Bahnhofsgelände in Essen-Kray ist der Bach naturnah gestaltet. Anschließend verläuft er unter dem Bahnhofsgelände und der Siedlung neben der Zeche Bonifacius unterirdisch und tritt erst am Schetters Busch wieder an die Oberfläche. Danach verläuft er, wie bei der Emscher selbst und vielen ihrer Nebenbäche üblich, kanalisiert. Die durch Bergsenkungen entstandenen Höhenunterschiede gleichen drei Pumpwerke aus, das erste an der Zeche Bonifacius, das Pumpwerk Zollvereingraben im Revierpark und das dritte unmittelbar vor der Mündung. Im Rahmen des Umbaus des Emschersystems zu einem naturnahen Gewässersystem wird auch der Schwarzbach renaturiert werden.